# Hypnum sauteri
Hypnum sauteri är en bladmossart som beskrevs av W. P. Schimper in Sauter 1850. Hypnum sauteri ingår i släktet flätmossor, och familjen Hypnaceae. Inga underarter finns listade i Catalogue of Life.

## Bildgalleri

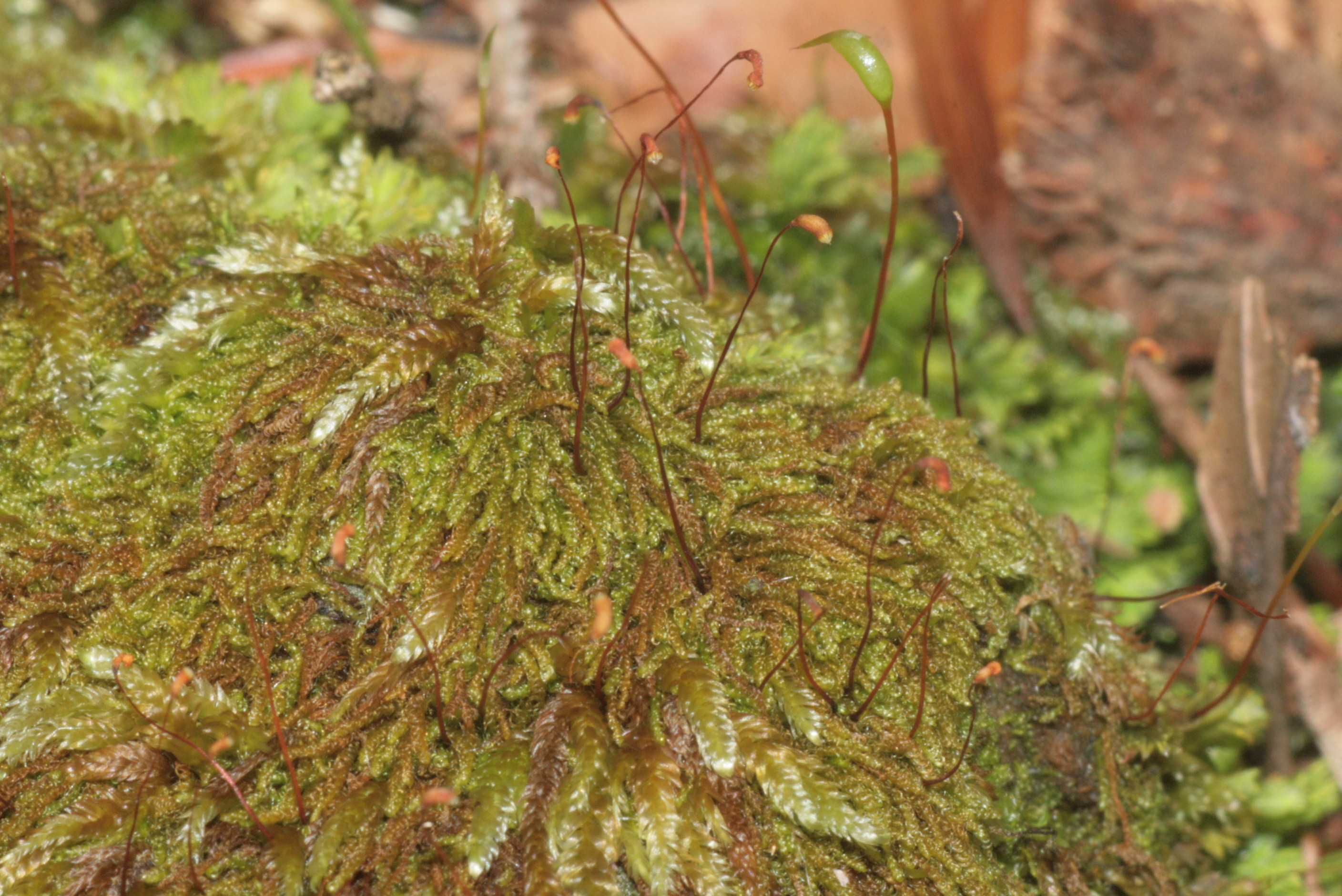
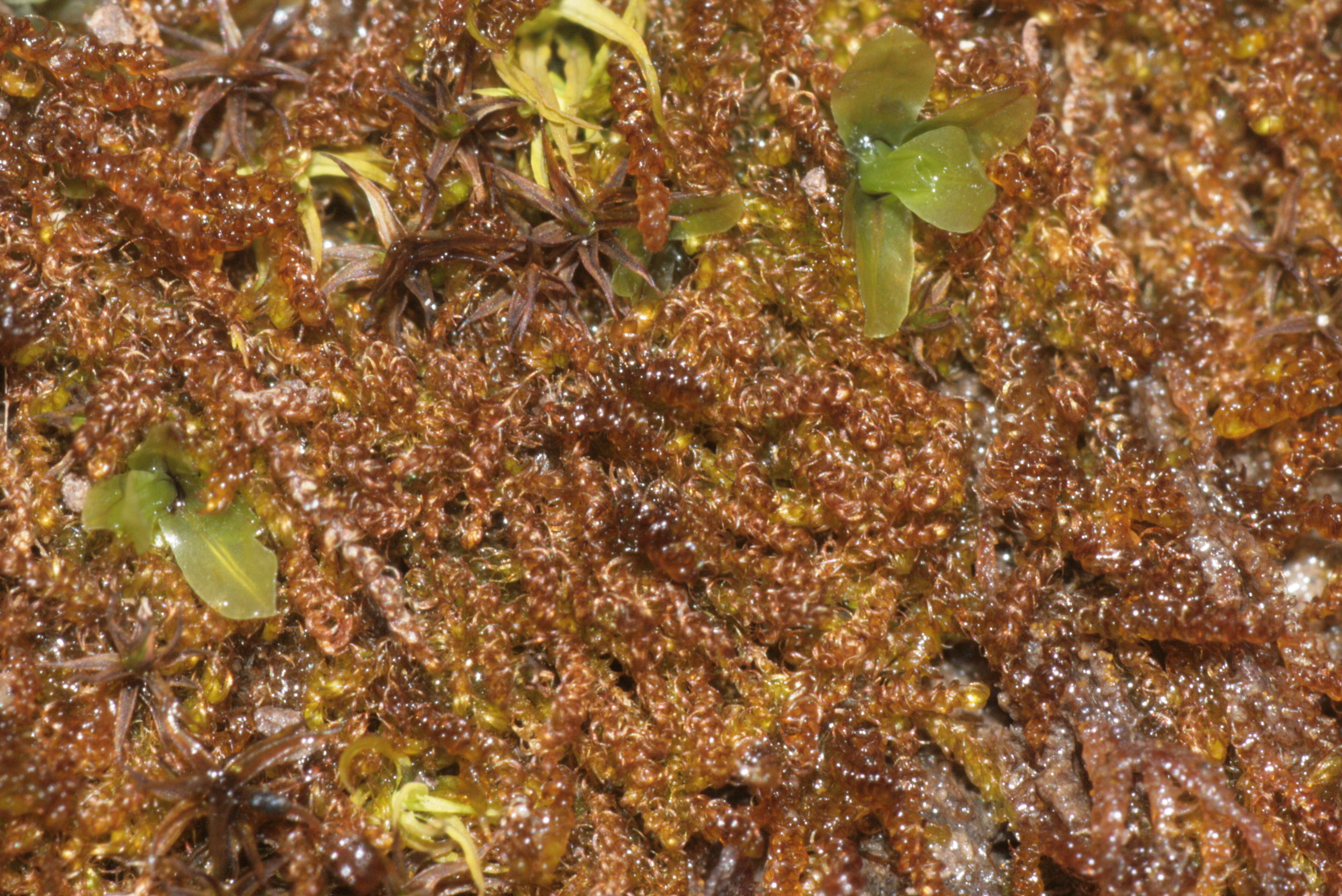
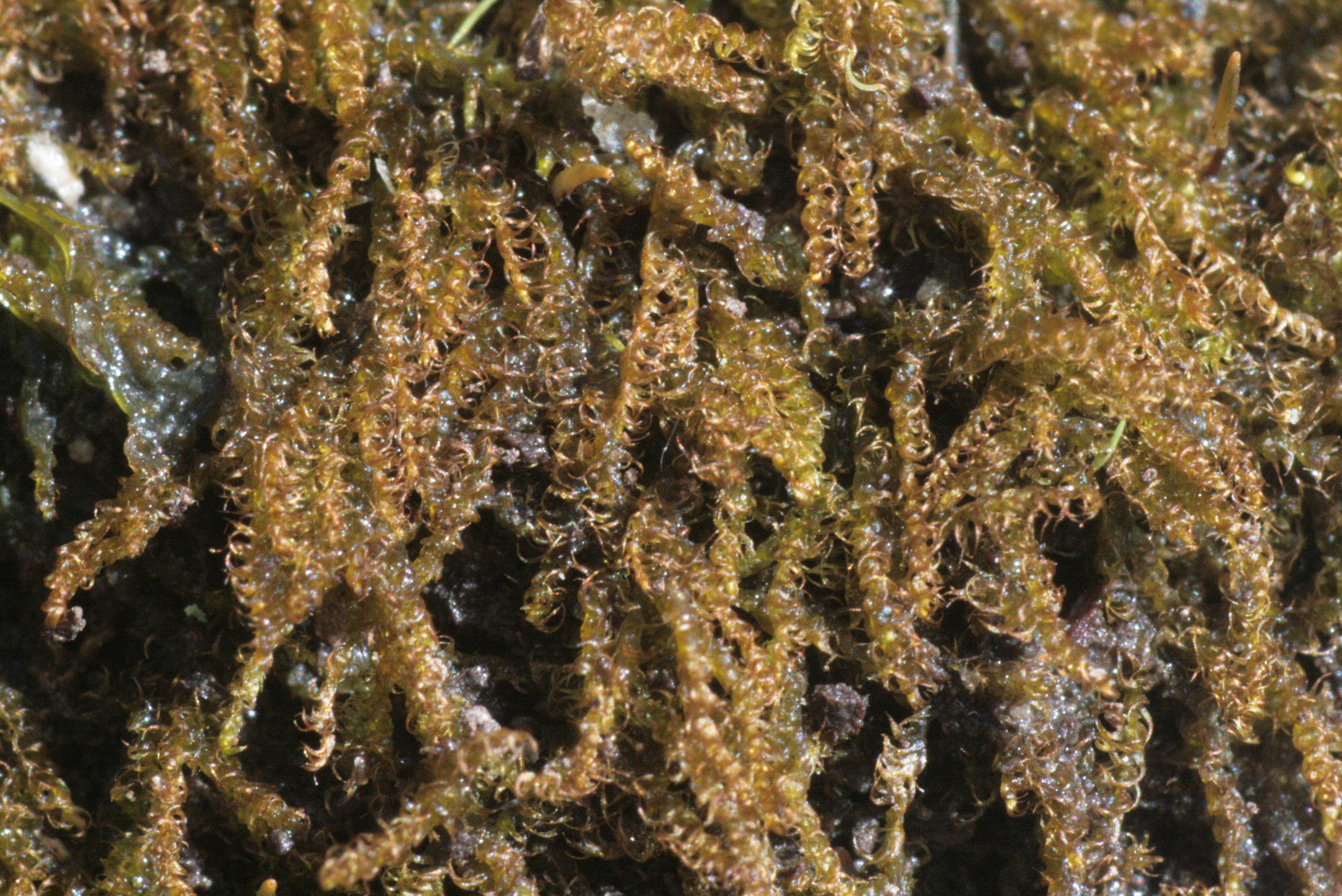
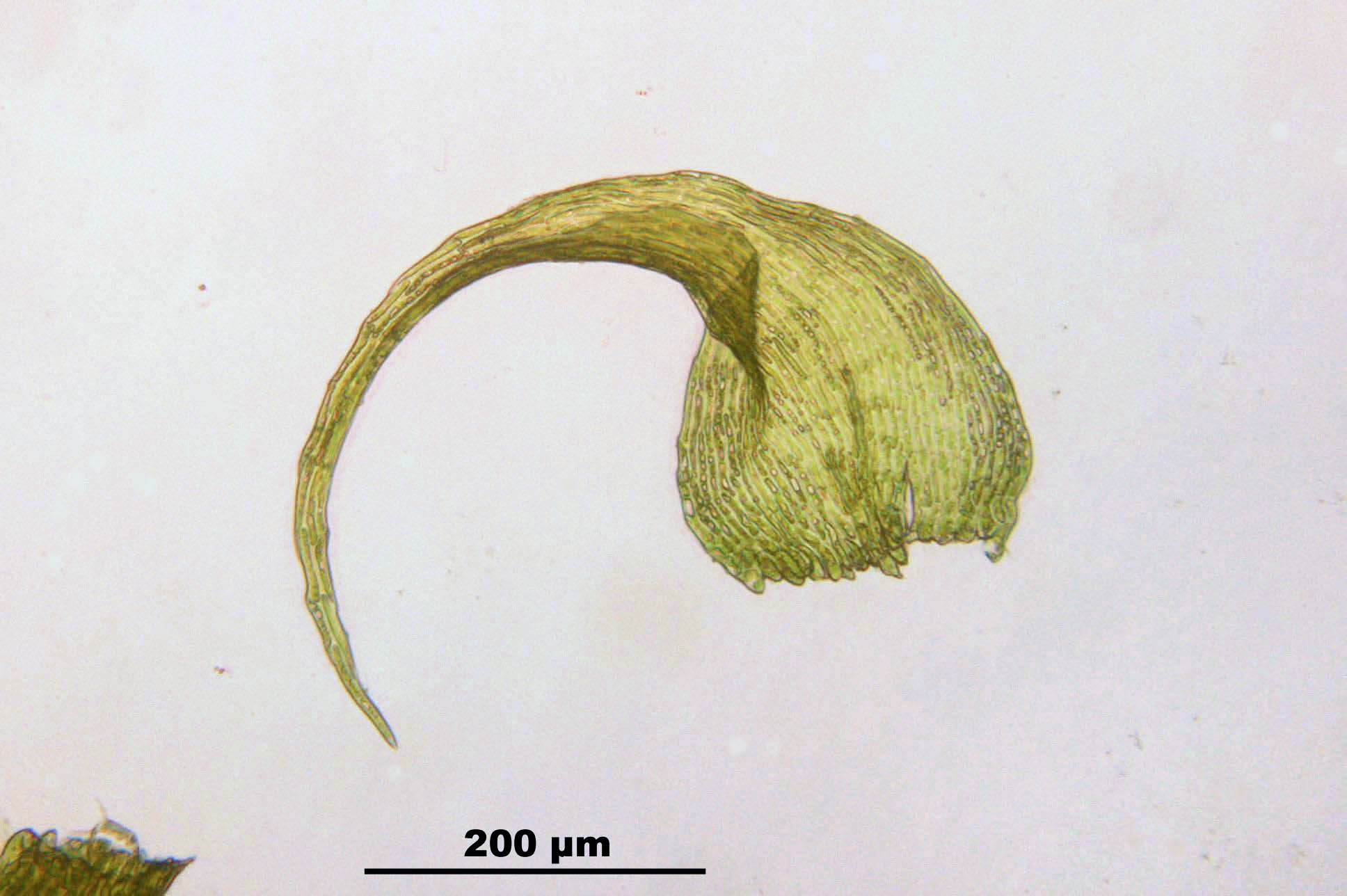
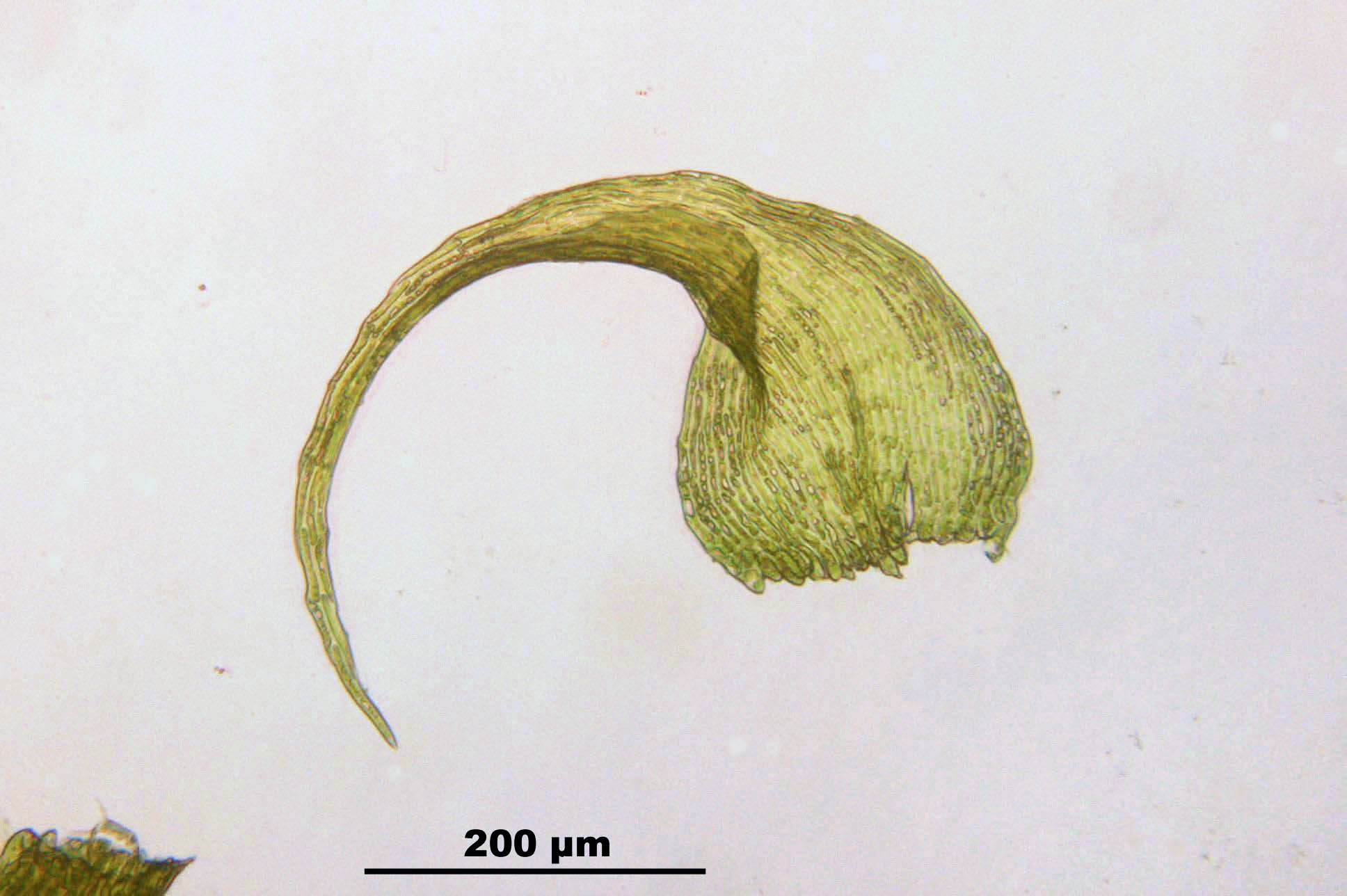